# Рой Ет
Рой Ет е една от 76-те провинции на Тайланд. Столицата ѝ е едноименния град Рой Ет. Населението на провинцията е 1 298 640 души (31 декември 2020) – 11-а по население, а площта 8299,4 кв. км (23-та по площ). Намира се в часова зона UTC+7. Разделена е на 20 района, които са разделени на 193 общини и 2311 села.